# Бучино
Бучино (болг. Бучино) — село в Благоевградской области Болгарии. Входит в состав общины Благоевград. Находится примерно в 9 км к западу от центра города Благоевград. По данным переписи населения 2011 года, в селе  проживало 88 человек, преобладающая национальность — болгары.

## Население
| Год     | 1934 | 1946 | 1956 | 1965 | 1975 | 1985 | 1992 | 2001 | 2011 |
| ------- | ---- | ---- | ---- | ---- | ---- | ---- | ---- | ---- | ---- |
| Жителей | 708  | 764  | 721  | 567  | 272  | 200  | 177  | 134  | 88   |

|  |